# بروتوكول لندن (1830)
كان بروتوكول لندن المؤرخ 3 فبراير 1830 اتفاقًا بين القوى العظمى الثلاث (المملكة المتحدة لبريطانيا العظمى وأيرلندا، ومملكة فرنسا والإمبراطورية الروسية)، والذي عدل قرارات بروتوكول عام 1829 وأسس اليونان كدولة مستقلة، دولة ذات سيادة.
ونتيجةً لحرب الاستقلال اليونانية، التي بدأت عام 1821، وتدخل القوى العظمى في الصراع في معركة نافارين (1827)، أصبح إنشاء شكل من أشكال الدولة اليونانية في جنوب اليونان مؤكدًا. وفي عام 1827، عهدت الجمعية الوطنية اليونانية الثالثة بحكم الأمة الوليدة إلى إيوانيس كابودستردياس، الذي وصل إلى اليونان في يناير 1828. وإلى جانب جهوده لإرساء أسس دولة حديثة، أجرى كابوديسترياس مفاوضات مع القوى العظمى بشأن المدى والوضع الدستوري للدولة اليونانية الجديدة.
في مارس 1829، وقع وزراء خارجية القوى العظمى على بروتوكول لندن الأول، والذي بموجبه ستصبح اليونان دولة مستقلة ذات رافد تحت السيادة العثمانية، في ظل حكم أمير مسيحي منتخب وتشمل معقل الانتفاضة اليونانية، المورة (بيلوبونيز)، واليونان القارية، وسيكلادس. أدت مناورات كابودستردياس الدبلوماسية، بمساعدة الانتصار الروسي في الحرب الروسية التركية (1828-1829)، إلى مراجعة البروتوكول في 3 فبراير 1830. وفقًا لذلك، ستكون اليونان مستقلة تمامًا عن الدولة العثمانية، لكن حدودها تم تقليصها إلى خط Aspropotamos - Spercheios. تم اختيار ليوبولد الأول ملك بلجيكا (ملك بلجيكا المستقبلي) كأول ملك لليونان، لكنه رفض العرض.
تم تعديل البروتوكول مرة أخرى في مؤتمر لندن عام 1832، الذي وضع الحدود النهائية لمملكة اليونان ومنح التاج للأمير البافاري أوتو.

## روابط خارجية
- بروتوكول لندن المؤرخ 3 فبراير 1830